# 梁彌承
梁彌承，為南北朝時期宕昌國君主之一。
據《資治通鑑》的記載，宕昌於梁彌博在位時因受吐谷渾之勢力所逼，逃奔仇池。北魏的仇池鎮將穆亮認為彌博之父梁彌機事奉北魏一向周到，所以對於宕昌的滅亡感到憐憫；而因為彌博的兇暴，使部眾對他深惡痛絕；反觀彌機之兄的兒子－即彌承，人心依附，因此上奏請求護送彌承回國。北魏孝文帝許之。穆亮擊退吐谷渾軍，扶立彌承。
《南齊書》則記載：彌承係於488年（南齊武帝永明六年、北魏孝文帝太和十二年）前任君主梁彌頡去世後，受南齊封為使持節、督河涼二州諸軍事、安西將軍、東羌校尉、河涼二州刺史、宕昌王。